# Clorofosfato de dibenzila
Clorofosfato de dibenzila é o composto orgânico, o éster dibenzílico do ácido clorofosfórico, de fórmula C14H14ClO3P e massa molecular 296,69. É classificado com o número CAS 538-37-4, CBNumber CB1748088 e MOL File 538-37-4.mol. Apresenta densidade de 1,283 e é higroscópico. É também chamado de cloreto de dibenzilfosforila, fosforocloridrato de benzila, clorofosfonato de dibenzila, fosforocloridrato de dibenzila, cloreto de dibenzilfosfinoíla ou fosforocloridrato de bis(fenilmetila). É abreviado como DBPCl.